# Circuit de Lignières
Der Circuit de Lignières ist eine permanente Rennstrecke rund 2 Kilometer nordöstlich dem Dorf Lignières in der Schweiz. Sie liegt auf einem Hochplateau oberhalb des Bielersees.
Seit 2004 wird die Anlage als Fahrtrainingszentrum vom Touring Club Schweiz genutzt. Der heutige Rundkurs mit einer Länge von rund 1'350 Metern verfügt über eine Kreisbahn mit Gleitbelag. Auf dem Gelände befinden sich weiterhin Parcours für Quad und Offroad.

## Geschichte
Die Rennstrecke wurde 1961 von Robert Souaille geplant und von dem Schweizer Automobilingenieur Hansmarkus Huber gebaut.
1964 folgte der Ausbau der 1,006 km langen Strecke auf die heutigen 1,350 km. Rennfahrerlegenden wie Jo Siffert, Clay Regazzoni und die Gespannweltmeister Rolf Biland mit Kurt Waltisperg trugen wesentlich zur Geschichte dieser Rennstrecke bei. 1998 wurde die privat betriebene Anlage geschlossen.
2003 ersteigerte der TCS das Gelände, sanierte die Strecke und baute die Anlage aus. Seit 2008 findet dort jährlich der Rennsportwettbewerb zum TCS SuperMoto Swiss Championship statt. Von 2013 bis 2015 wurde ein historisches Meeting mit dem Titel „Lignières Historique“ veranstaltet.
2015 fand ein 12h Wettbewerb für elektrische Automobile auf der Strecke statt.
In Automagazinen wie GO! Das Schweizer Mobilitätsmagazin, wird die Rennstrecke seit 2022 für Tests und Rundenzeiten verschiedener Fahrzeugmodelle genutzt. 